# 富田八坂神社
富田八坂神社（とみたやさかじんじゃ）は栃木県栃木市大平町富田にある神社。例幣使街道富田宿の鎮守。正式名は単に「八坂神社」であるが、大平地域内には複数の八坂神社があるため（榎本八坂神社・西水代八坂神社など）地名を冠して呼ばれることが多い。旧社格は村社。

## 祭神
- 素盞嗚命

## 境内
- 本殿
- 拝殿
- 社務所

## 境内社

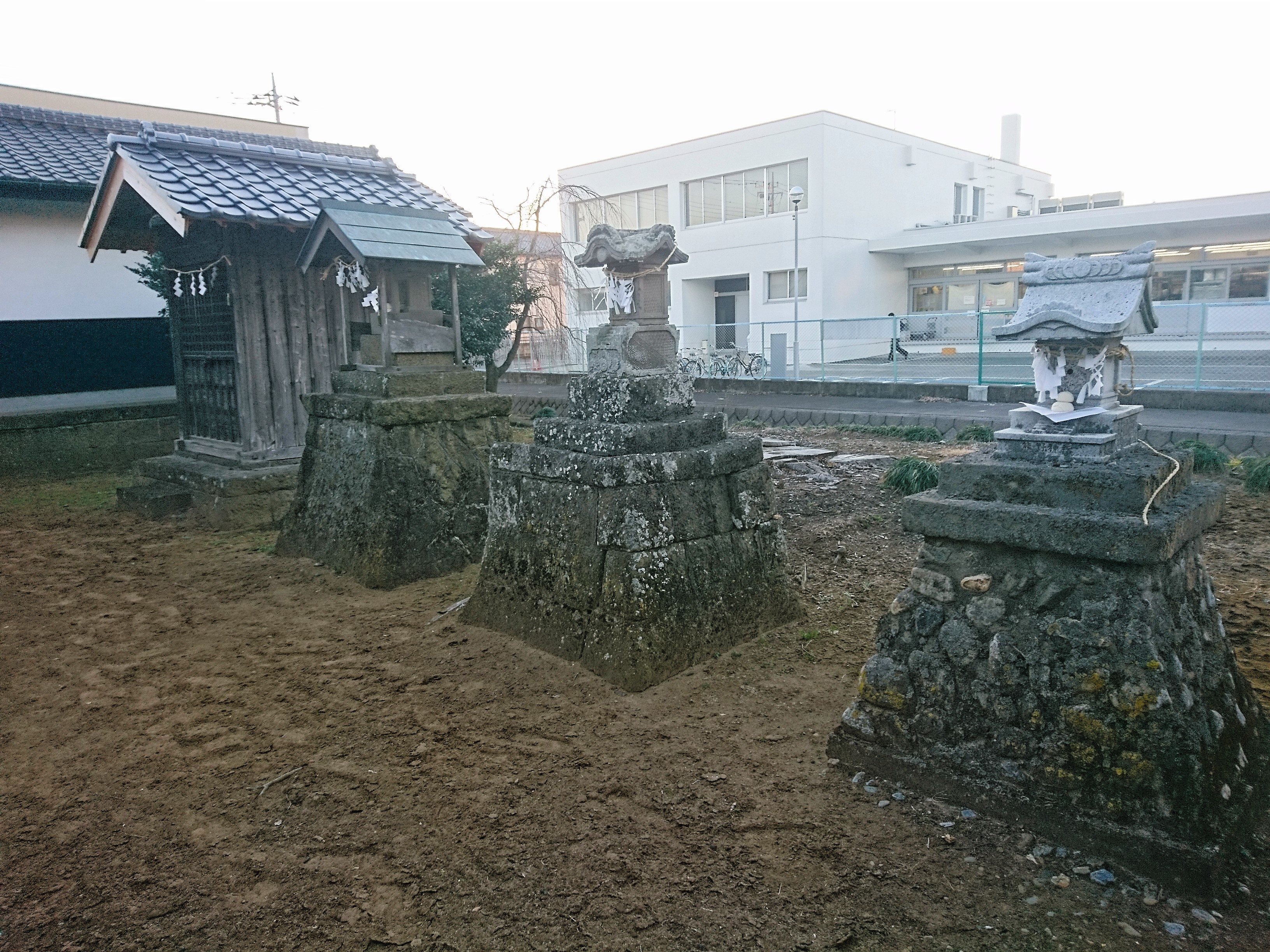
境内社

本殿裏に所在する。
- 祇園社
- 愛宕神社
- 雷電神社
- 熊野神社